# Ismael Bekhoucha
Ismael Bekhoucha Lemlal (Madrid, 20 novembre 2004) è un calciatore spagnolo, difensore del Getafe.

## Carriera
Ha iniziato a giocare a calcio nel settore giovanile del Getafe per poi proseguire in quelli di Alcorcón e Rayo Alcobendas. Nel 2023 ha firmato un contratto con il S.S. Reyes con cui ha disputato una stagione in Segunda Federación (la quarta divisione spagnola), giocandovi 27 partite.
Nel 2024 è tornato al Getafe ed il 18 gennaio, dopo un periodo trascorso in quarta divisione con la squadra riserve, ha debuttato in Primera División nell'incontro pareggiato 1-1 contro il Barcellona; nel prosieguo della stagione gioca poi ulteriori 4 partite in prima divisione.

## Statistiche

### Presenze e reti nei club
Statistiche aggiornate al 14 gennaio 2025
| Stagione        | Squadra         | Campionato      | Campionato | Campionato | Coppe nazionali | Coppe nazionali | Coppe nazionali | Coppe continentali | Coppe continentali | Coppe continentali | Altre coppe | Altre coppe | Altre coppe | Totale | Totale | Totale |
| Stagione        | Squadra         | Comp            | Pres       | Reti       | Comp            | Pres            | Reti            | Comp               | Pres               | Reti               | Comp        | Pres        | Reti        | Pres   | Reti   |        |
| --------------- | --------------- | --------------- | ---------- | ---------- | --------------- | --------------- | --------------- | ------------------ | ------------------ | ------------------ | ----------- | ----------- | ----------- | ------ | ------ | ------ |
| 2023-2024       | S.S. Reyes      | SF              | 33         | 0          | -               | -               | -               | -                  | -                  | -                  | -           | -           | -           | 33     | 0      |        |
| 2024-2025       | Getafe B        | SF              | 27         | 0          | -               | -               | -               | -                  | -                  | -                  | -           | -           | -           | 27     | 0      |        |
| 2024-2025       | Getafe          | PD              | 5          | 0          | CR              | 1               | 0               | -                  | -                  | -                  | -           | -           | -           | 6      | 0      |        |
| Totale carriera | Totale carriera | Totale carriera | 65         | 0          |                 | 1               | 0               |                    | -                  | -                  |             | -           | -           | 66     | 0      |        |